# Musse Piggs galaföreställning
Musse Piggs galaföreställning (engelska: Mickey's Follies) är en amerikansk animerad kortfilm med Musse Pigg från 1929.

## Handling
Musse Pigg har en liten show i sin ladugård. Bland annat är det en dramascen med en höna och en tupp, och ett nummer där Musse själv sjunger och dansar.

## Om filmen
Filmen är den 10:e Musse Pigg-kortfilmen som producerades och den sjunde som lanserades år 1929.
Detta var första gången som Musse Pigg sjöng på film. Hans sångröst gjordes av någon annan skådespelare, eftersom Walt Disney ännu inte var den officiella Musse-rösten.
Sången som Musse Pigg framför i filmen heter Minnie's Yoo Hoo skriven av Carl W. Stalling och är första gången som den framförs. Sångtiteln fick även en egen film 1930; Minnie's Yoo Hoo.
Filmen är animatören Wilfred Jacksons första kortfilm som regissör.
Filmen hade svensk premiär den 23 februari 1931 på biografen Skandia i Stockholm.

## Rollista
- Walt Disney – Musse Pigg[7]